# Dinko Šakić
Dinko Ljubomir Šakić (Studenci, 8 settembre 1921 – Zagabria, 20 luglio 2008) è stato un militare e criminale croato.

## Biografia
Membro del partito fascista degli Ustascia, fu il comandante del campo di concentramento di Jasenovac nello Stato Indipendente di Croazia (NDH) dall'aprile al novembre del 1944, periodo nel quale vennero uccisi fra i 77.000 e i 99.000 (a seconda delle fonti, in quanto gli archivi vennero distrutti) prigionieri serbi, ebrei, croati antifascisti e rom e dove venne praticata la tortura sui prigionieri.
Dopo la guerra fuggì in Argentina e divenne un uomo d'affari nel settore tessile, membro attivo della locale comunità croata e amico del dittatore del Paraguay Alfredo Stroessner.
Fu catturato nel 1998, estradato in Croazia e condannato per crimini di guerra e contro l'umanità a 20 anni di prigione nell'ottobre 1998. Durante il processo venne accertato che, nel periodo in cui era a capo del campo, Šakić commise abusi, torture e omicidi e non fece nulla per impedire abusi da parte di altri o per punirne i responsabili, uccidendo egli stesso di persona quattro prigionieri con una pistola, oltre ad aver ordinato l'impiccagione di altre 22 persone.
Morì nel 2008 in un ospedale di Zagabria dove era stato trasportato dal carcere per motivi di salute.